# Jackie Biskupski
Jackie Biskupski (Hastings, Minnesota, 11 de enero de 1966) es una política estadounidense del Partido Demócrata, y la alcaldesa de Salt Lake City, Utah, desde 2016 hasta 2020. Biskupski es la 35.º persona a ejercer la alcaldía de Salt Lake City, la primera en ser abiertamente homosexual, y la segunda alcaldesa (después de Deedee Corradini). Previamente era miembro de la Cámara de Representantes de Utah, representando el 30.º distrito en Condado de Salt Lake desde 1999 a 2011.

## Biografía
Biskupski es una de cuatro hijos criados en Hastings, Minnesota. Biskupski, de ascendencia polaca, dice que sus padres católicos, Marvin y Arlene Biskupski, la nombraron así por la primera dama Jacqueline "Jackie" Kennedy Onassis. Estudió en la escuela primaria de St. Boniface. Ahí fue instruida a favor del movimiento de derechos civiles estadounidense y fue inmediatamente atraída a la idea de abogar por los derechos de las mujeres y de las minorías.
Asistió a la Arizona State University y se graduó en licenciatura de justicia penal. Biskupski decidió mudarse a Utah poco después de un viaje de esquí al Estado.
Biskupski tiene un hijo adoptado, llamado Archie, y ha sido abiertamente gay desde 1989. Vive en Sugar House, una vecindad de Salt Lake City. En el 14 de agosto de 2016, se casó con su novia Betty Iverson, quién también tiene un hijo (Jack).

## Carrera y política
Su primer trabajo después de graduarse fue en la industria de seguros de automóviles. Luego se convirtió en detective privado. Biskupski decidió militar en la política después de una controversia en 1995. East High School, uno de los colegios principales de Salt Lake City, tenía un club escolar de una alianza entre estudiantes heterosexuales y homosexuales. El Salt Lake City School District y la legislatura estatal de Utah intentaron eliminar el club, lo cual resultó en debates intensos entre elementos conservadores y progresistas en la ciudad y el Estado.
Biskupski ganó la elección en 1998 para ser miembro de la Cámara de Representantes de Utah, la primera homosexual seleccionada para una puesto de representación estatal. Ganó 6 veces más, sirviendo en la legislatura durante 13 años, antes de retirarse en 2011. Después trabajó como administradora para la oficina del Sheriff del Condado de Salt Lake el 31 de enero de 2015.
Biskupski ganó la elección por ser alcalde de Salt Lake City el 17 de noviembre de 2015, derrotando el incumbante Ralph Becker con 51.55% del voto. Durante su transición pidió la dimisión de la mayoría de administradores de departamento de la ciudad, atrayendo las críticas de exalcaldes de Salt Lake City y otros.